# طوابع ضريبة الحرب المستحقة
طوابع ضريبة الحرب المستحقة، وهي نوع من طوابع ضريبة الحرب والطوابع البريدية المستحقة التي كانت تُستخدم للبريد عندما لا يدفع المرسل ضريبة الحرب. وقد صدرت في رومانيا في الفترة ما بين 1915 و1921.

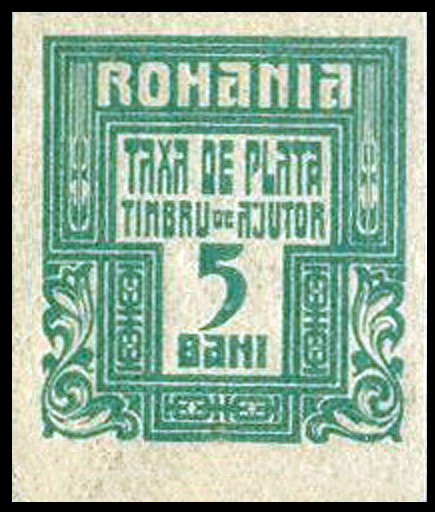
طابع ضريبة الحرب المستحقة، رومانيا، 1918. نقش: بالرومانية: "Taxa de plată. Timbru de ajutor" ("رسوم الدفع. طابع الإعانة")

أثناء الحرب كان مرسل الرسالة يدفع ضريبة الحرب. ثم يضعون ختم ضريبة الحرب على الخطاب الذي يوضح دفع الضريبة. إذا لم يقم المرسل بذلك، كانت الخدمة البريدية تضع طابع ضريبة الحرب المستحقة. وعند تسليم الرسالة، كان الشخص الذي يتلقى الرسالة يدفع ضعف السعر العادي.

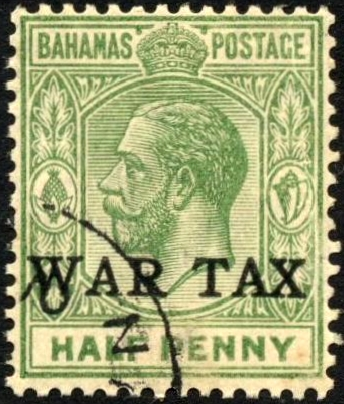
طابع عام 1912 لجزر البهاما مطبوع فوقي لضريبة الحرب في ناسو عام 1918.

## صور

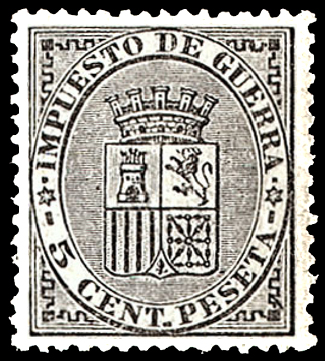
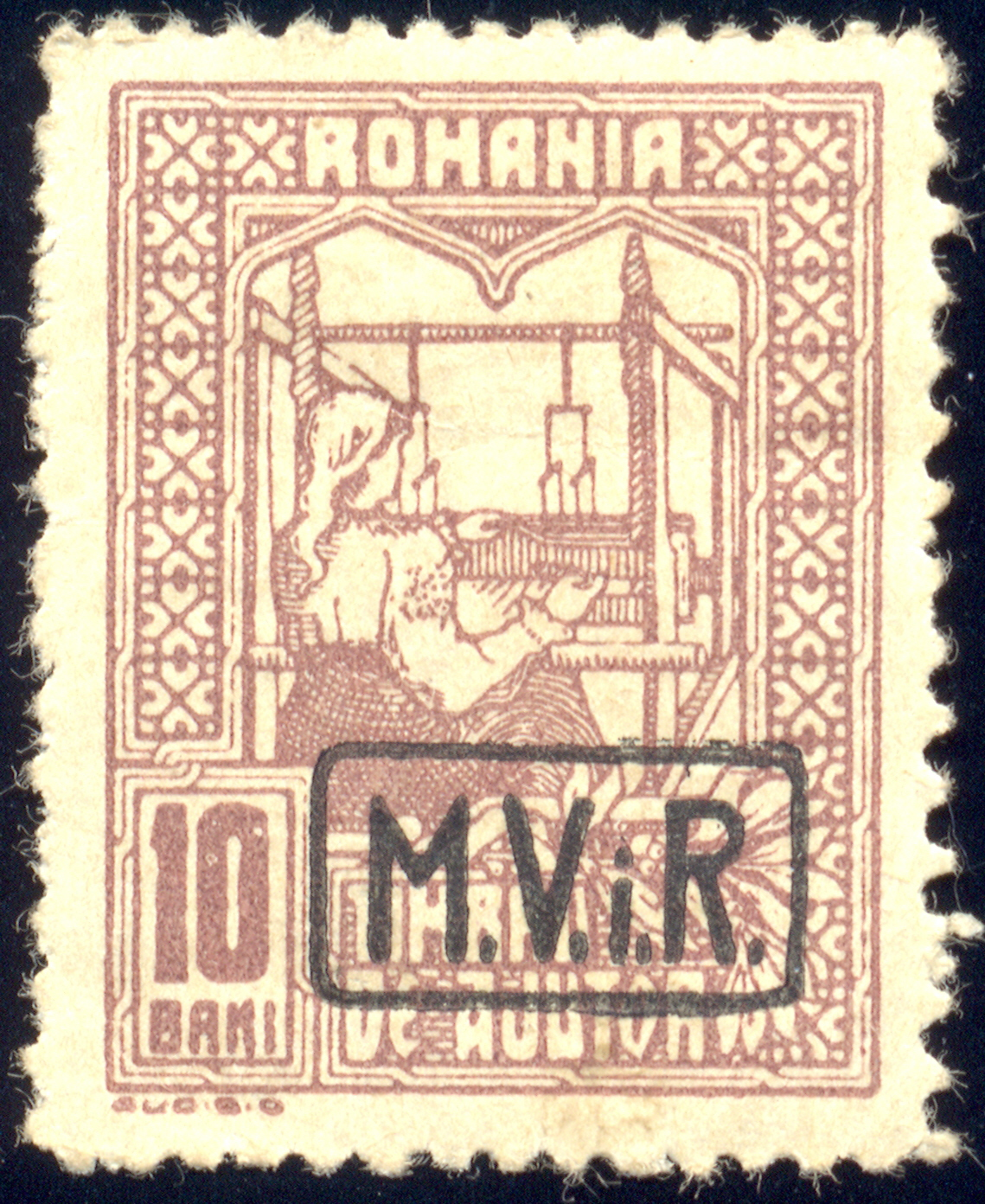
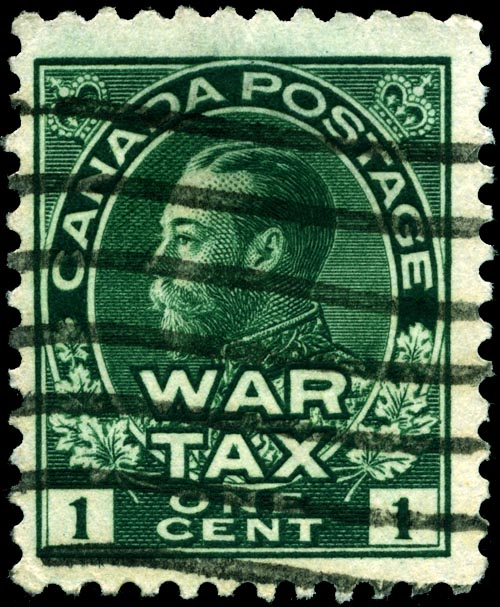
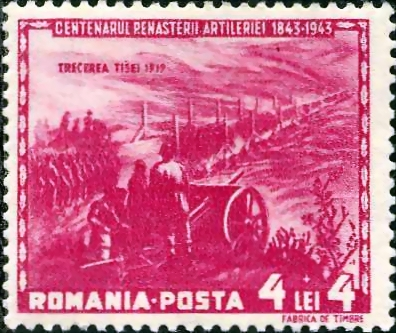
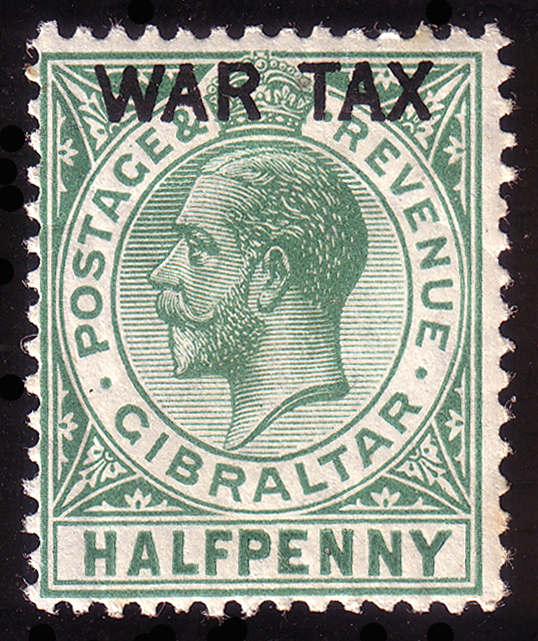
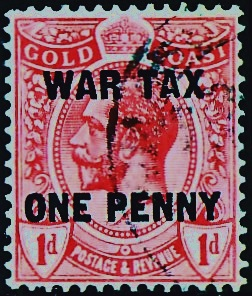
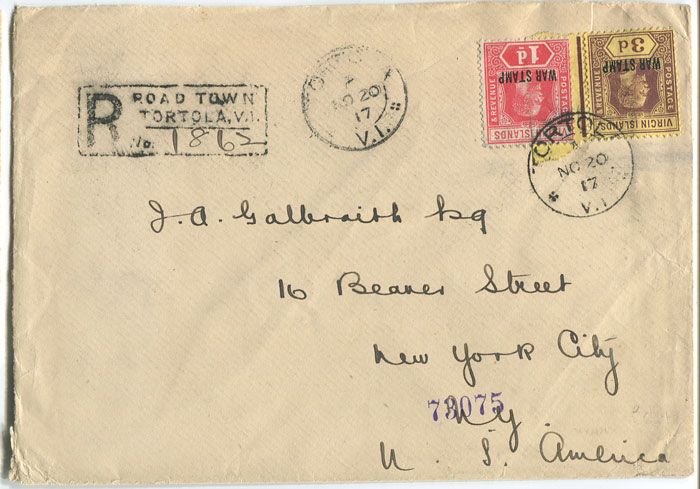
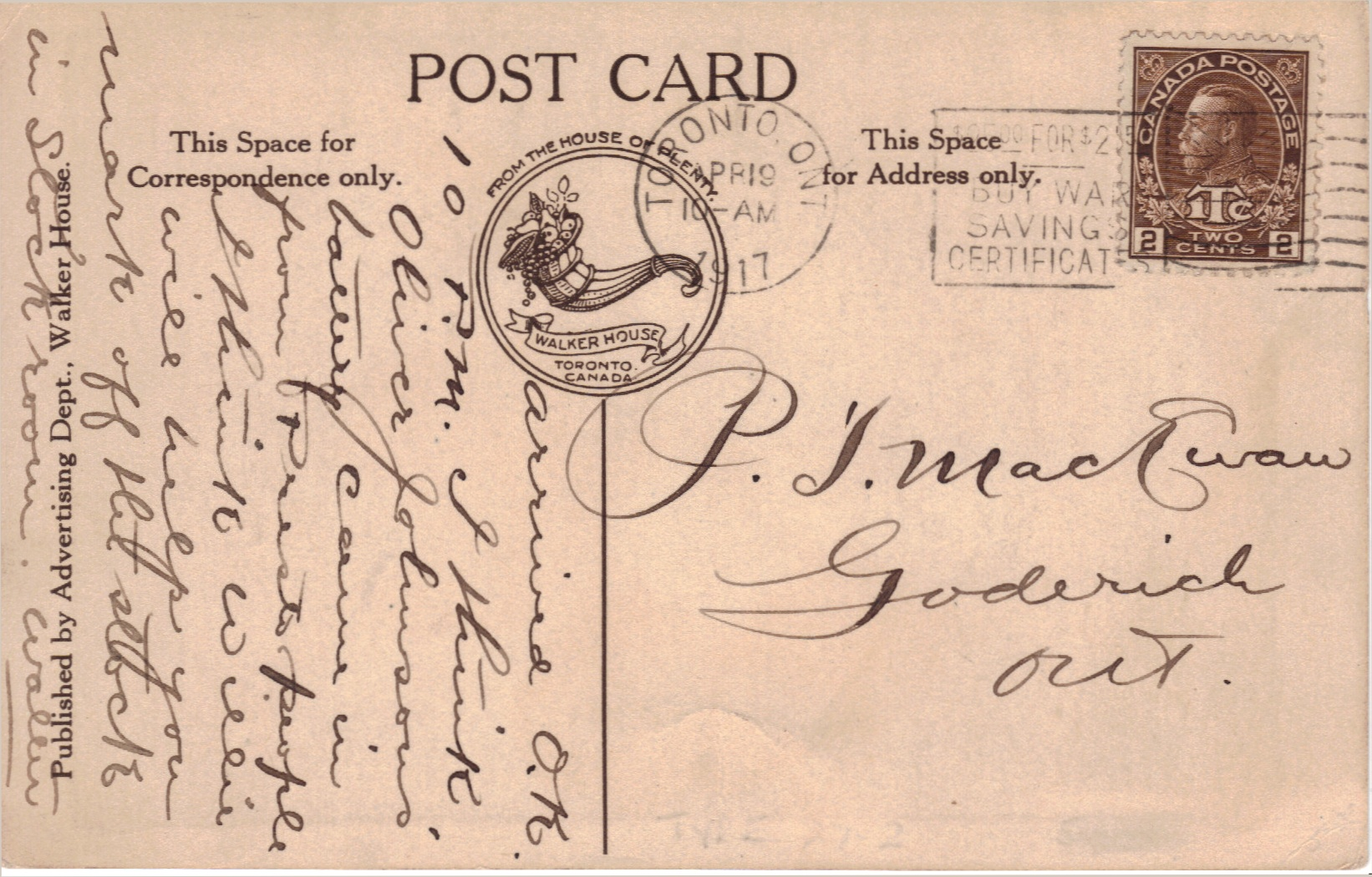
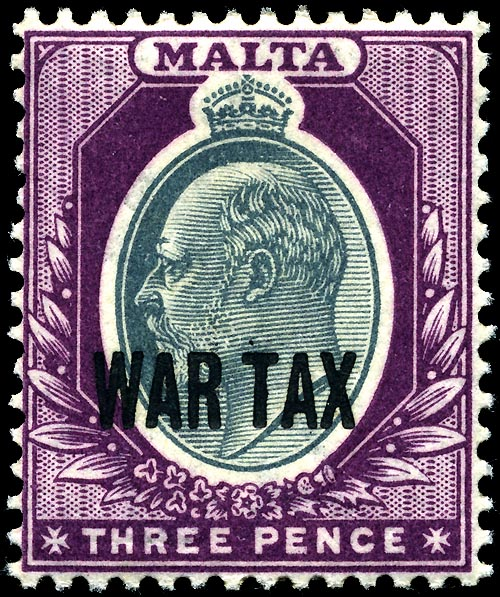
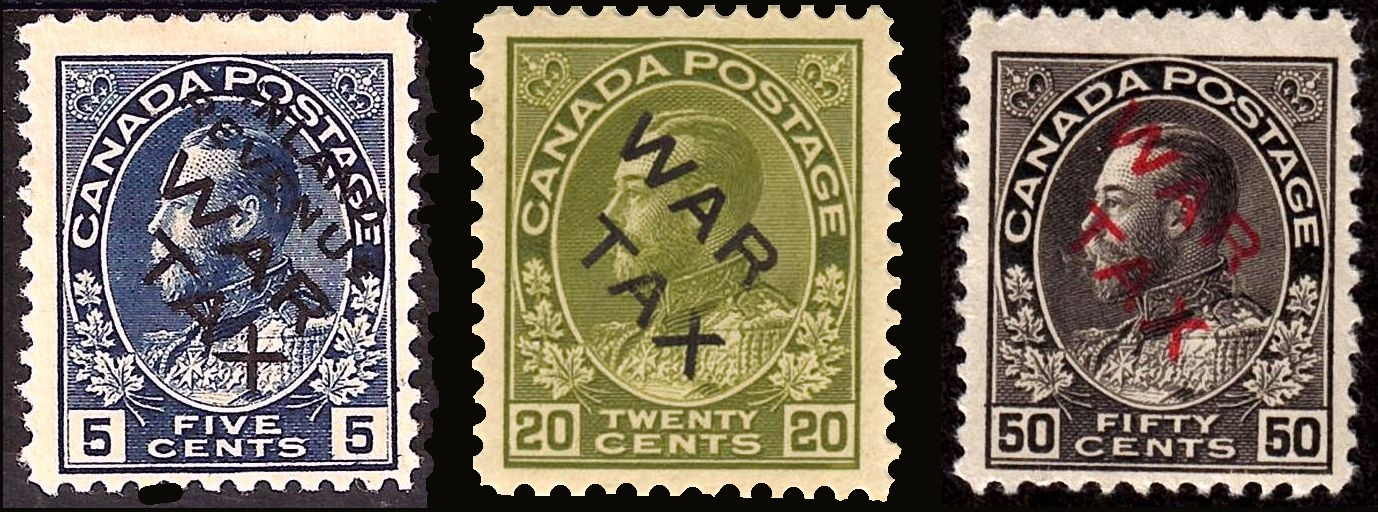
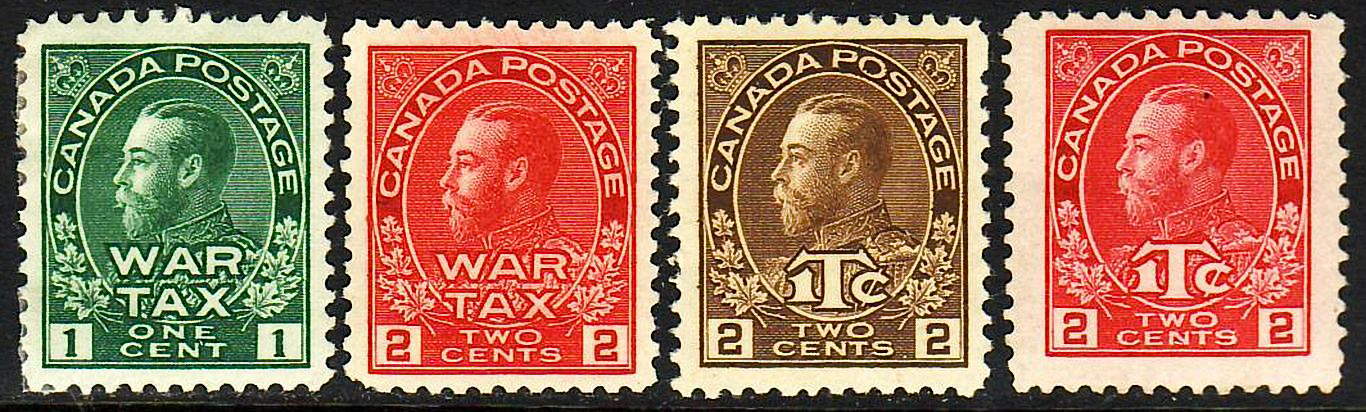
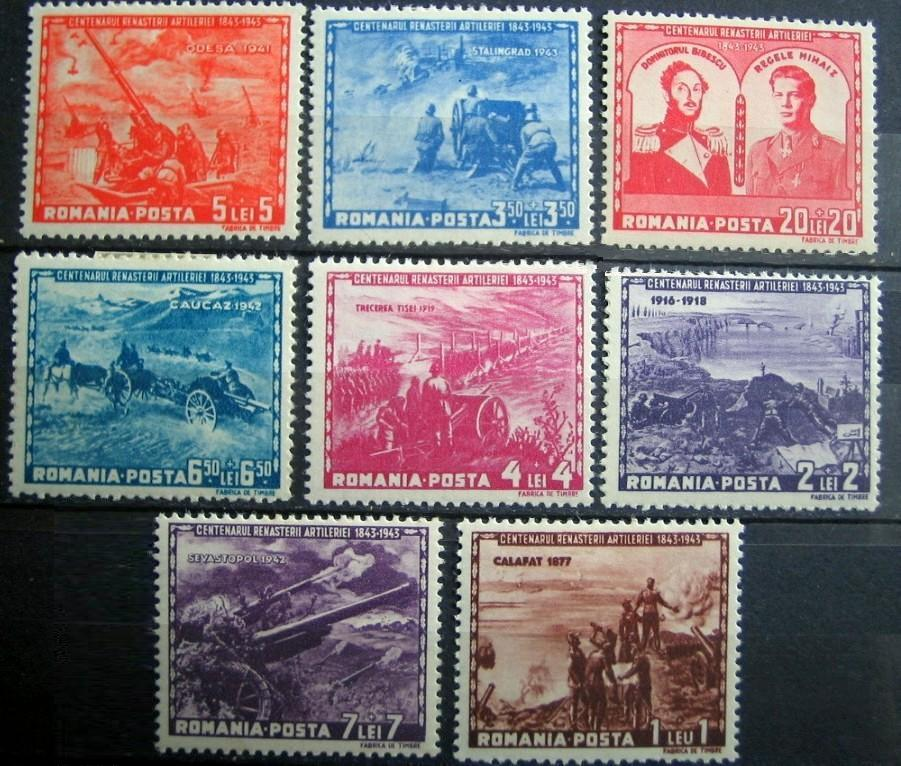
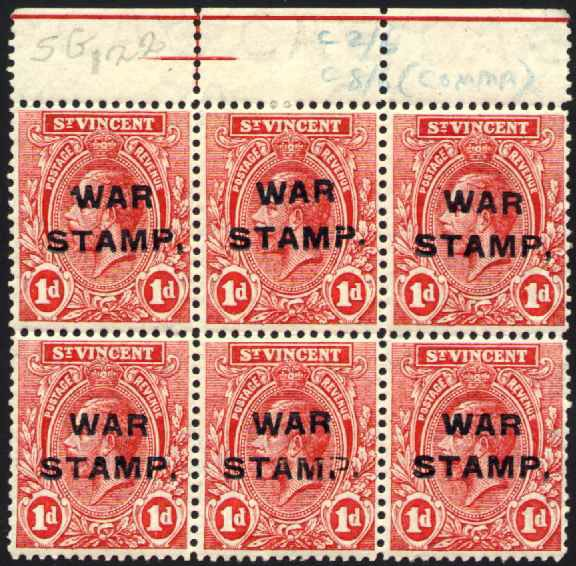